# Corybas muluensis
Corybas muluensis är en orkidéart som beskrevs av John Dransfield. Corybas muluensis ingår i släktet Corybas, och familjen orkidéer. Inga underarter finns listade i Catalogue of Life.